# Paul Schebesta

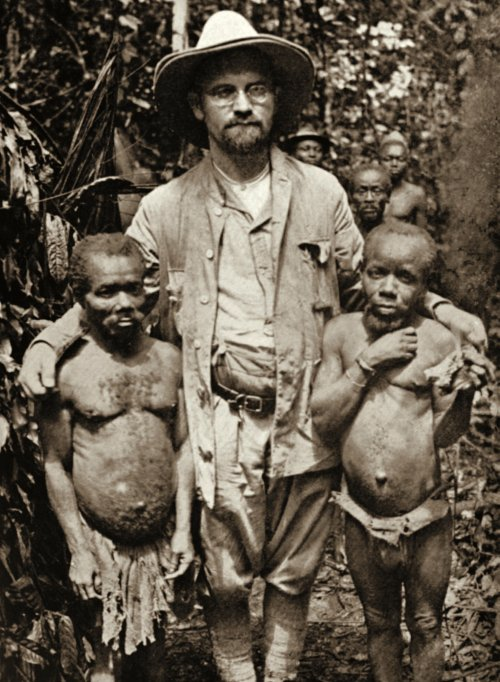
Junto con dos aborígenes de Malasia.

Paul Schebesta (Groß Peterwitz, 20 de marzo de 1887 - Mödling, 17 de septiembre de 1967) fue un religioso, antropólogo y lingüista alemán, célebre por sus estudios antropológicos sobre los pigmeos del valle de Ituri y los pigmoides Semang de la península de Malaca. Según José Ortega y Gasset, el padre Schebesta, fue el primer etnógrafo especializado que se dedicó al estudio de los pigmeos.

## Biografía
Nacido el 20 de marzo de 1887 en Groß Peterwitz, en Silesia, un área alemana en la frontera con Polonia y la República Checa, creció en esta realidad multiétnica, experimentando personalmente la lucha de la minoría morava para evitar ser asimilado y cancelado por la política de "germanización" del estado prusiano. Ordenado sacerdote, se hizo misionero en Mozambique donde comenzó a poner en práctica sus estudios antropológicos y las teorías de la Escuela Etnológica de Viena. 
Schebesta en su labor misionera y en sus expediciones entró en contacto con diversos pueblos de los cuales estudió lengua, tradiciones, usos y costumbres. Fueron notables sus contribuciones a los estudios sobre el pueblo indígena Semang de la península malaya, con quienes convivió ininterrumpidamente durante algún tiempo. Su principal investigación de campo tuvo lugar entre 1924 y 1950. El trabajo más importante es el relativo al pueblo pigmeo. Schebesta, por su obra, que se ha convertido en un hito en la antropología, fue atribuido por esas mismas poblaciones autóctonas, también por su sensibilidad y el respeto mostrado hacia ellas, el título honorífico de "Baba wa bambuti" (Padre de los pigmeos). 